# ورزشگاه آوموری
ورزشگاه آوموری (به لاتین: Aomori Stadium) یک ورزشگاه در ژاپن است که در آئوموری واقع شده‌است.